# 화학정보학
화학정보학(化學情報學, 영어: cheminformatics)은 컴퓨터 및 정보 기술을 적용하여 화학분야의 다양한 문제들에 대하여 적용하는 학문을 말한다. 이러한 in silico 기술은 예를 들어 제약 회사에서 신약개발 과정에 사용되며, 화학 및 관련 산업에서도 다양한 형태로 사용될 수 있다.

## 역사
화학정보학(chemoinformatics)이라는 용어는 1998년에 F.K. 브라운에 의해서 정의가 되었다.
화학정보학(Chemoinformatics) 신약개발의 선도물질 확인 및 최적화 분야에서 더 빠르고 나은 결정을 내리기 위해서 데이터로부터 정보, 그리고 지식으로 전환해 나가기 위한 이들 정보자원의 혼합된 형태를 말한다.
그 이후로, 이 용어가 사용되었다.
J. Gasteiger교수는 화학정보학을 "화학적 문제를 해결하기 위한 정보학방법을 적용하는 연구'라고 정의하기도 하였다. 일부 연구자들은 cheminformatics라는 용어로도 사용되었으며 ,  2006년에 유럽학계는 Chemoinformatics를 용어로 사용하도록 했다. 최근의 Journal of Cheminformatics라는 잡지가 출간되기도 하였다.

## 기초
화학정보학은 화학, 컴퓨터 과학, 정보 과학의 과학분야가 융합되어 있다.  예를 들어 위상학, 화학 그래프 이론, 정보검색 및 화학공간에서의 데이터 마이닝 등이 있다.  화학정보학은 또한 종이, 펄브, 염료와 같은 다양한 관련 산업 분야에서 데이터 분석을 적용할 수 있다.

## 응용 분야

### 저장과 복구
화학정보학의 기본적인 응용은 화합물과 관련된 정보를 저장하고 색인하고 정보를 검색하는 것이다. 저장된 정보를 효율적으로 검색하는 것은 데이터 마이닝, 정보검색, 정보 추출 및 기계 학습과 같은 정보과학에서 다루는 주제들을 포함한다. 관련 연구 주제는 다음과 같다:
- 비정형 데이터
  - 정보 검색
  - 정보 추출
- 구조화된 데이터마이닝과 구조화된 데이터의 마이닝
  - 데이터베이스 마이닝
  - 그래프마이닝
  - 분자 마이닝
  - 서열 마이닝
  - 트리 마이닝
- 디지털 라이브러리

#### 파일 형식
화학구조의 컴퓨터 저장형태는 XML 기반 화학 마크업 언어나 SMILES와 같은 특정한 형태를 사용한다. 이러한 형식은 대용량 화학 데이터베이스 안에서 화학구조의 저장형태로 사용된다. 일부는 2차원 또는 3차원으로 시각적으로 표현하는데 적합한 형식이 있는 반면에, 일부는 물리적인 상호작용과 모델링, 그리고 도킹연구에 적합한 형식도 있다.

### 가상 라이브러리
화학 데이터는 실제 분자 또는 가상 분자를 포함할 수 있다. 화합물의 가상 라이브러리는 원하는 물성을 지닌 신규 화합물을 예상하거나, 화학물공간을 조사하면서 다양한 방법으로 생성될 수 있다.
화합물군(약품,자연적인 제품에,다양성 지향성 제품)의 가상 라이브러리는 최근 FOG(조각 최적화 성정)알고리즘을 이용하여 생성되었다. 이 방법은 확실한 화합물군에 마르코프 체인의 전환 가능성을 훈련하려고 화학정보학 도구를 이용하여 수행되었고, 훈련한 데이터베이스와 유사한 신규 화합물을 생성하는데 마르코프 연쇄을 사용하였다.

### 가상 스크리닝
대용량 스크리닝과 대비하여 가상 스크리닝은 silico 화합물 라이브러리를 컴퓨터를 이용하여 주어진 표적단백질에 대하여 생물학적 활성과 같은 원하는 물성을 보유할만한 물질들을 확인하기 위하여 다양한 방법(도킹과 같은)으로 스크리닝하는 과정을 포함한다. 경우에 따라서는 화합물공간을 탐색하는 효율을 높히기 위하여 조합화학(combinatorial chemistry)이 사용된다. 일반적으로, 작은 분자들의 다양한 라이브러리 또는 천연물등이 스크리닝 된다.

### 구조-활성의 정량적 관계(QSAR)
이 방법은 구조-활성의 정량적 관계 또는 구조-물성간의 정량적 관계 계산을 말하며 화학구조로부터 활성을 예측하는데 사용된다. 이 위키백과내에서는 계량화학(chemometrics)과 매우 관련성이 높다. 화학적 지식을 in silico로 표현하므로 화학 전문가 시스템도 또한 관련성이 있다. 활성절벽을 확인하기 위해서 QSAR모델과 더불어 상대적으로 새로운 개념인 일치된 분자쌍 분석 또는 MMPA에 의한 예측 등이 있다.

## 추가 참조
- 생물정보학
- 계산화학
- 통계학

## 같이 보기
- 생물정보학
- 화학유전체학
- 계산화학
- 분자 모델링